# Corinthian FC
Corinthian FC var en fotbollsklubb i England i Storbritannien som bildades 1882, och uppgick 1939 i Casuals FC. De spelade sina hemmamatcher på diverse olika planer, inklusive Crystal Palace, Queen's Club och Leyton Cricket Ground.
Klubben spelade inte för att vinna titlar utan var ett amatörlag som ställde upp av kärlek till fotbollen. Corinthians ambition var att samla de bästa amatörspelarna och var en tid ett av Storbritanniens bästa lag som kunde besegra de bästa engelska proffsklubbarna. De turnerade runtom i världen och bidrog bland annat till att göra fotboll populär i Brasilien. Brasilianska klubben Sport Club Corinthians Paulista har namngivits efter den engelska klubben. Corinthians inspirerade även Real Madrid till sina vita tröjor.
Klubben bidrog med många spelare till engelska landslaget varav totalt 17 spelare som hade Corinthians som huvudklubb. Vid två tillfällen bestod det engelska landslaget enbart av spelare från Corinthians. I mars 1894 när Wales besegrades med 5–1, och året därpå i en match mot samma motståndare som slutade 1–1.
Corinthians turnerade i Skandinavien 1904 då man noterade storsegrar mot lag från Göteborg och Stockholm.